# Спа (деревня)
Спа (англ. Spa; ирл. An Spá) — деревня в Ирландии, находится в графстве Керри (провинция Манстер).

## Демография
Население — 417 человек (по переписи 2006 года). В 2002 году население составляло 424 человек. 
Данные переписи 2006 года:
| Общие демографические показатели |               |                               |                               |      |      |
| Всё население                    | Всё население | Изменения населения 2002—2006 | Изменения населения 2002—2006 | 2006 | 2006 |
| 2002                             | 2006          | чел.                          | %                             | муж. | жен. |
| 424                              | 417           | -7                            | -1,7                          | 212  | 205  |

## Спорт
Местный гэльский футбольный клуб — Churchill GAA. 